# 博羅丁山
71°36′S 72°38′W / 71.600°S 72.633°W
博羅丁山（英語：Mount Borodin）是南極洲的山峰，位於亞歷山大一世島西南部的貝多芬半島，處於格魯克峰東北面13公里，海拔高度695米，現時由南極條約體系管理。名字来源于俄罗斯作曲家亚历山大·波菲里耶维奇·鲍罗丁。